# Club Deportivo Aurrerá Vitoria
Il Club Deportivo Aurrerá Vitoria, chiamato anche Aurrerá, è una società calcistica con sede a Vitoria, nei Paesi Baschi, in Spagna. 
Gioca nella Tercera División, la quarta serie del campionato spagnolo.
Fondato a Vitoria nel 1935, prende il nome dall'incitamento Avanti in euskera.
Nella stagione 1988-89 ha debuttato in Tercera División rimanendovi un solo anno, per poi tornarvi nel 1990-91, retrocedendo nuovamente.
Con la terza promozione nella Tercera División, avvenuta nel 1993-94, comincia il miglior periodo della storia della società basca, che dopo due anni sale in Segunda División B, restandovi otto stagioni consecutive. Nella stagione 1996-97 vince il campionato, ma perde i play-off per la promozione in Segunda División.
Nel 2003-04 il club, in crisi economica, viene escluso dalla Segunda División B e retrocesso in Tercera División per insolvenza.
Nel 2006-07 un'ulteriore retrocessione, questa volta maturata sul campo, relega la squadra nella Regional Preferente de Álava. Al termine del campionato 2009-10 torna nuovamente in Tercera División, dalla quale però retrocede immediatamente. Comincia quindi una sorta di altalena, mediante la quale il club continua ad alternare una stagione in tercera ad una nelle categorie regionali.

## Stagioni
| Stagione    | Categoria      | Posizione |
| ----------- | -------------- | --------- |
| dal 1935-36 | Cat. regionali | —         |
| al 1987-88  | Cat. reg.      | —         |
| 1988/89     | 3ª             | 18°       |
| 1989/90     | Cat. reg.      | —         |
| 1990/91     | 3ª             | 17°       |
| 1991/92     | Cat. reg.      | —         |
| 1992/93     | Cat. reg.      | —         |
| 1993/94     | 3ª             | 2°        |
| 1994/95     | 3ª             | 1°        |
| 1995/96     | 2ªB            | 9°        |
| 1996/97     | 2ªB            | 1°        |
| 1997/98     | 2ªB            | 5°        |
| 1998/99     | 2ªB            | 16°       |
| 1999/00     | 2ªB            | 5°        |
| 2000/01     | 2ªB            | 11°       |

| Stagione | Categoria      | Posizione |
| -------- | -------------- | --------- |
| 2001/02  | 2ªB            | 8°        |
| 2002/03  | 2ªB            | 15°       |
| 2003/04  | 3ª             | 12°       |
| 2004/05  | 3ª             | 17°       |
| 2005/06  | 3ª             | 15°       |
| 2006/07  | Reg.Preferente | 2°        |
| 2007/08  | Reg.Preferente | 2°        |
| 2008/09  | Reg.Preferente | 3°        |
| 2009/10  | Reg.Preferente | 1°        |
| 2010/11  | 3ª             | 20°       |
| 2011/12  | Reg.Preferente | 1°        |
| 2012/13  | 3ª             | 19°       |
| 2013/14  | Reg.Preferente | 1°        |
| 2014/15  | 3ª             |           |

## Tornei nazionali
- 2ª División: 0 stagioni
- 2ª División B: 8 stagioni
- 3ª División: 10 stagioni

## Palmarès

### Competizioni nazionali
- Segunda División B: 1

1996-1997
- Tercera División: 1

1994-1995